# 新ガンダムフォース グレートパンクラチオン
新ガンダムフォース グレートパンクラチオン（しんがんだむふぉーす　ぐれーとぱんくらちおん）は、SDコマンド戦記シリーズの第4作である。

## 概要
SDコマンド戦記シリーズの第4弾。それまでの軍事仕立てのストーリーから一転し、主人公達が活動していた銀河からはるか遠くの銀河圏へと舞台を移す。題名をSDコマンド戦記から新ガンダムフォースと変えた事で新しいストーリーを続けようと思われたのだが、当時の時代背景により続編は作られることはなかった。
物語はメビウス銀河と呼ばれる星系を治める二人の神の争い「ヘリオスの聖戦」と、その戦士を求める為に銀河各地の優秀な戦士を集めるといった内容となっている。
前作で主人公キャプテン フォーミュラー91とライバル・フューラーコマンダーが合体した事で次元の歪が生じ、彼らは別の銀河へと転移した事になっており、それまでの他のキャラクターが全て登場せず、かわりに新しいガンダムが登場。その風貌は主に騎士ガンダム風モチーフと武者頑駄無系モチーフに分かれている。
プラモデルは元祖SDガンダムにのみ、天空神ホルスガンダム・ニンジャマスターハヤテガンダム・ドラグナージークガンダム・銀河貴公子シルバクラスター・キャプテンネオガンダム・太陽神ダークアトンが発売。カードダスはネオバトル及びスーパーバトルに何枚か登場。だがデラックスボンボンでの漫画版（漫画：神田正宏）は編集部によるガンダム作品の削減への方針転換、神田正宏の『新SD戦国伝 七人の超将軍編』へのコンバートなどの理由により、設定された最終ボスが現われる前で打ち切られ、グレートパンクラチオン編のみが丸々単行本未収録状態となっていた。ほかにもカードダスも最後まで発行されず、詳しいストーリー構成や設定は2022年12月に『SDコマンド戦記＆ガンドランダー メモリアルブック』で明らかになった。また2024年6月、漫画版のグレートパンクラチオン編は本来構成していた展開に近付ける補完作業が加わって復刊ドットコムより初の単行本収録。
それ以前に判明しているストーリーや設定は漫画版や元祖SDガンダムやカードダスに基づくものであり、『メモリアルブック』の設定とは差異があるため、確実な明記の上述べる。

## 登場人物

### 前作からの人物
キャプテンフォーミュラー91/キャプテンネオガンダム/キャプテンガンダムV（ガンダムF91/ネオガンダム/Vガンダム）
S.G-ARMSの戦闘指揮官。カイザーとの戦いのショックにより時空の裂け目から別次元に飛ばされてしまった。その際、エイリアンザクに襲撃されたところをホルスガンダムに助けられ、彼の誘いにより銀河一の戦士をきめる「グレートパンクラチオン」へ参加することとなった。
グレートパンクラチオン準決勝でクリスタルゼラとの戦いの際に絶体絶命のピンチに陥ったが、S.G-ARMSの仲間達の幻影が現れ、キャプテンの体の底から新たなる力が溢れ出し、『光の戦士』キャプテンネオガンダムへと超進化した。
なお、元祖SDのみ更なるパワーアップ形態であるキャプテンガンダムV（Vガンダム）へと進化した。『メモリアルブック』ではメビウス銀河を去った後にプロメテウスドラゴンとの再戦があり、そこで進化するストーリー展開になっている。
キャプテンネオガンダムの武装は、超銀河ソード・ギャラクシーノヴァとシャイニングフォーゲル。なお、支援メカ・シャイニングフォーゲルとの合体により超獣形態ドラゴンフェニックスへと変形可能である。
技名・キャノンセイバー
フューラーコマンダー/ヴァルカンコマンダー/コマンダーガンダムV2(ガンダムMk-II/V2ガンダム)
元コスモザタリオン帝国の総帥。打倒キャプテンに燃える戦士。ヴァルカンコマンダーへのパワーアップで以前の約10倍の力を得た。7人目の光の戦士。どんな超合金も内部から破壊する必殺技、ダーク・ストーム・フラッシャーを使う事が出来る。
キャプテンフォーミュラー91同様に次元の裂け目から別次元に飛ばされてきた。元祖SDのみ更なるパワーアップ形態であるコマンダーガンダムV2（V2ガンダム）へと進化した。『メモリアルブック』ではメビウス銀河を去った後にプロメテウスドラゴンとの再戦があり、そこで進化するストーリー展開になっている。
技名・ジーザスクライサー
ファイナルフォーミュラー/超神ファラオメサイヤー (オリジナル)
前作戦闘末期にて初登場したキャプテンフォーミュラー91とフューラーコマンダーが合体した姿。本作でもプロメテウスドラゴンとの戦いでキャプテンネオガンダムとヴァルカンコマンダーが合体して再誕（『SDガンダム スーパーバトル PART3』のファイナルフォーミュラーのカードでは、キャプテンガンダムVとコマンダーガンダムV2が合体するとされていた。）。
『メモリアルブック』によると悪の心を内包することに目を付けたプロメテウスドラゴンが邪心波によって操ろうとするが、月光神アルテミスの光の弾丸によって邪心が浄化され、完全無欠の超神ファラオメサイヤーになってプロメテウスドラゴンを倒した。分離した2人は第2回グレートパンクラチオンが開催されるのを見届けてメビウス銀河を去った。
超神ファラオメサイヤーは『メモリアルブック』が初出。文章による解説のみでデザインは掲載されていなかったが、本作のデザインを担当した大河広行がXにてオフィシャル採用された状態ではない個人の妄想デザインとしつつイラストを投稿、その後神田正宏の漫画版にも描かれた。

### メビウス銀河の神々
天空神ホルスガンダム
聖神アモン・ラー・ガンダム
神々の頂点に君臨するメビウス銀河の聖神。天空神と太陽神が合神する事で誕生した、最強の超神。どんな敵をも一網打尽にする偉大な力を持つ。
技名・ラー・フラッシュ
太陽神ダークアトン/暗黒邪神ダークアトン
全宇宙の平和と太陽を司るヘリオス神殿の主神。何者かに精神を侵された事で暗黒の太陽神と化し、恐怖を振り撒く。斬りつけた敵を石化・発火させる、暗黒双剣ダークジェミニィを持つ。
技名・ダークホール
月光神アルテミス

### 天空神陣営

#### 配下神
暴魔神ブライガン
遺跡惑星アステカスターの古代遺跡から甦った太古の魔神。天空神の陣営ではあるが、半中立的立場にある。己の無意識の内に『真の強い心』を捜し求めていた。ブラック・デス・クロウの一振りで、鋼鉄をも切裂く。
技名・ギガンメッサー

#### メビウス銀河の戦士
銀河貴公子 シルバクラスター(ガンダムGP-03ステイメン+テッカマン)
貴公惑星ラビアンローズの第一公爵で、宇宙の騎士と呼ばれている。自らの腕を磨くため参加する。冷静沈着で騎士道精神を備えている。光の戦士の一人として、四闘神メルストロムと激しい闘いを繰り広げた。恒星程の力を秘めている、ボルスターシュートロンを放つ。
武器名・ダブルランサー
技名・ランサークラッシュ
軍戦士 ヴァイナー
戦場惑星で実地の戦闘訓練を受けた戦闘のプロ。正確な攻撃で敵を翻弄する、慎重で無口な戦士。シルバクラスターを苦しめた。伝説のサンボの技を体得しており、兵器戦と肉弾戦に秀でている。『メモリアルブック』にてコマンドガンダムであることが明かされた。
武器名・AK-01ギガシモーノフ
スピードスター マッハ=ガイ
スラム惑星ウェストサイドより参加。より強い相手と戦う為参加する。
バウンティハンター ザッカル
過去の経歴が一切分かっていない宇宙の殺し屋。ジークとの戦いの最中に、マザーエイリアンザクにより溶かされてしまう。ヨーヨーの形状をした暗殺兵器・ザカルチャクラムで敵を斬り裂く。
チーフテン ガンシャイアン
カンフーマスター 凱王(ガイウォン)
ガンモスライダー シヴァ
神宮戦士団の巨象戦車（ガンモスライダー）隊長。天竺惑星ラージマハール出身。仲間から厚い信頼を受けている。ジークとの戦いでは、ラジャスターンとのダブル攻撃を披露した。鍛え抜かれた精神を統一し、気弾インドラバスターを放つ事が出来る。ヨガの達人で、身体をゴムの様に変形させられる。
技名・マハール・ヨガ
ドラグナー ジーク(ドラグナー1型)
竜を操り敵を倒した事から『竜の戦士』と呼ばれる古代英雄の最後の末裔。竜の戦士の一族であるという以外は素性がわからない。キャプテン達の正義の魂に触発され、光の戦士として悪と戦う。ドラゴブリンガーを抜いてプラズマドラゴンを操る。
後に新ガンダムフォースの後(あるいは最中か)にメビウス銀河を離れ、何らかの経緯がありスダ・ドアカワールド・天宮が存在する惑星に移住。そこで一族の技「雷剣」を伝える雷龍大系の開祖となり、子孫は雷の一族と名乗る。という事が『新SDガンダム外伝 ナイトガンダム物語』のプレミアムコンクリートボックスにて判明した。外伝世界との時系列が逆転してしまう矛盾については、このメビウス銀河の時間軸がメビウス状の特殊な時間軸であるためと記載されている。
武器名・プラズマソード
ニンジャマスター ハヤテ
宇宙の忍者。誰も近寄る事の無い暗礁空域ニンジャゾーンで修行していた。忍法の奥義を駆使し、嶄雷神フルメンと戦いを繰り広げた。脳波コントロールで自由自在に操り敵を両断する、極大手裏剣を愛用している。
技名・大手裏剣旋風陣

### 太陽神陣営

#### 死闘神
氷獄神メルストロム
炎獄神ボルカーン
嶄雷神フルメン
獷嵐神テンペスト

#### 配下
クリスタル=ゼラ(ビギナ・ゼラ + クリスタル・ボーイ)
全身が一つの結晶で構成されているため、全身で受けた光線兵器を体内で増幅し、5倍の速度で反射させられる性質を持っている。優れた格闘センスを悪に利用されていたが、戦いの中で真の正義へと目覚める。漫画版ではキャプテンに倒されて戦死する。
技名・クリストメラン
エイリアンザク(ザクII+エイリアン)
プロメウスドラゴン配下に属する雑兵。卵から大量に産まれる。マザーエイリアンザクの指揮の下、大勢で攻撃を仕掛けて来た。どんな物も溶かしてしまう強酸性の液体を胸から発する。
マザーエイリアンザク(ザクII+エイリアン)
冥界神キラー・アヌビス
ヘリオス神殿の司祭。その正体は生死を司る恐るべき死神でありプロメテウスドラゴンの片腕。

### 真の敵
プロメウスドラゴン
キャプテンネオガンダムとヴァルカンコマンダーの同時攻撃が通用しないほどの力を誇る。

## 登場用語
メビウス銀河
第一回グレートパンクラチオン
スターコロッセオ
空間転移装置